# Synkretistischer Streit
Der Synkretistische Streit war eine Auseinandersetzung innerhalb des Luthertums des 17. Jahrhunderts.
Der im Humanismus positiv besetzte Begriff Synkretismus (nach Erasmus: friedliches Verhalten relativer Gegner) wurde von orthodoxen Lutheranern wie Abraham Calov in Wittenberg im abschätzigen Sinn gegen diejenigen Lutheraner verwendet, die nicht weiter der Konkordienformel (einem innerlutheranischen Konsenpapier) folgen wollten, vor allem Georg Calixt in Helmstedt. Heinrich Nicolai verlor durch den Streit mit Calov und Johann Botsack seine Stelle in Danzig.
Der Streit entzündete sich maßgeblich an Calixts consensus quinquesaecularis. Entsetzt über die Gräuel des Dreißigjährigen Krieges wollte er eine für alle Konfessionen gültige Basis finden, um die damaligen Streitigkeiten zu beenden. Diese Basis meinte er im Apostolischen Glaubensbekenntnis und den kirchlichen Lehrentscheidungen der ersten fünf Jahrhunderte gefunden zu haben.
Die besonders streng orthodox-lutherischen Wittenberger Theologen warfen Calixt daraufhin vor, er relativiere Luther und die Reformation. Was er betreibe, sei Religionsmengerei (Synkretismus). Calixt wurde auch als ein Kryptokatholik bezeichnet.
Der Streit wurde nicht nur gegen Calixt, sondern auch innerhalb des konkordienlutherischen Lagers, u. a. zwischen Calov und Johann Musäus ausgefochten. Er zog sich in mehreren Phasen bis zu Calovs Tod 1686 hin.
Als kirchengeschichtlicher Ertrag dieses Streites gilt die Herausbildung des Begriffs „lutherische Kirche“ und dass sich das Luthertum endgültig für die Existenz einer „partikularen lutherischen Kirche“ entschied.